# Decimate the Weak
Decimate the Weak – drugi studyjny album amerykańskiej grupy muzycznej Winds of Plague, który został wydany 5 lutego, 2008 przez Century Media Records. Album został udostępniony w internecie przed premierą, dnia 20 grudnia, roku 2007.

## Lista utworów
1. "A Cold Day in Hell" - 1:14
2. "Anthems of Apocalypse" - 5:46
3. "The Impaler" - 3:01
4. "Decimate the Weak" - 3:38
5. "Origins and Endings" - 4:30
6. "Angels of Debauchery" - 4:32
7. "Reloaded" - 2:28
8. "Unbreakable" - 4:16
9. "One Body Too Many" - 3:36
10. "Legions" - 3:49

## Twórcy
- Jonathan Cooke - wokal
- Nick Eash - gitara elektryczna
- Nick Piunno - gitara elektryczna
- Andrew Glover - gitara basowa
- Jeff Tenney - perkusja
- Matt Feinman - keyboard
- Daniel Castleman - producent
- Tue Madsen - mastering